# بطولة بان أميركان لكرة اليد للسيدات
بطولة بان أميركان لكرة اليد للسيدات (بالإنجليزية: Pan American Women's Handball Championship) هي المسابقة الرسمية لكرة اليد للمنتخبات الوطنية للسيدات في أمريكا الشمالية وأمريكا الوسطى والكاريبي وأمريكا الجنوبية، وتقام كل عامين. تأسست البطولة سنة 1986 حيث يتنافس فيها 12 منتخبا. وهي أيضا تعتبر تصفيات لبطولة العالم لكرة اليد للسيدات. ويعتبر منتخب البرازيل للسيدات هو الأكثر فوزا بها.